# Konwencja o zakazie użycia amunicji kasetowej

Strony Konwencji (purpurowy) i sygnatariusze (błękitny)

Konwencja o zakazie użycia amunicji kasetowej (ang. Convention on Cluster Munitions, CCM) – umowa międzynarodowa przyjęta 30 maja 2008 roku w Dublinie, otwarta do podpisu 3 grudnia 2008 roku w Oslo. Zgodnie z art. 17, weszła w życie 1 sierpnia 2010 r., po upływie 6 miesięcy od ratyfikacji przez 30 państw. Tego dnia zarejestrowana z nr. 47713 przez Sekretariat ONZ zgodnie z art. 102 Karty ONZ.
Obecnie stronami Konwencji jest 106 państw, z czego 11 przystąpiło po podpisaniu, poza tym 14 podpisało bez ratyfikacji. Polska nie jest stroną Konwencji.
Depozytariuszem jest Sekretarz Generalny Organizacji Narodów Zjednoczonych (art. 22).
Języki oryginału: arabski, chiński, angielski, francuski, rosyjski i hiszpański (art. 23).
W art. 1 Konwencja zakazuje wszelkiego użycia, produkcji, badania, nabywania, przekazywania i składowania amunicji kasetowej, jak również wspierania, zachęcania lub nakłaniania do podejmowania jakiejkolwiek działalności sprzecznej z tym zakazem.
Strony są zobowiązane do zniszczenia istniejących zapasów w ciągu 8 lat (art. 3) oraz do oczyszczenia z niewybuchów terenów zawierających je w ciągu 10 lat (art. 4) z możliwością przedłużenia tych terminów, gdyby ich dotrzymanie okazało się niemożliwe.
Art. 2 dopuszcza wyjątki w postaci amunicji przeznaczonej do rozprowadzania flar, dymu, środków pirotechnicznych czy folii zakłóceniowej, przeznaczonej wyłącznie do obrony przeciwlotniczej, lub w celu wywarcia skutków elektrycznych lub elektronicznych, lub przeznaczonej do niszczenia pojazdów opancerzonych. Pocisk taki może zawierać najwyżej 10 mniejszych ładunków wybuchowych, z których każdy musi ważyć między 4 a 20 kg, mieć zdolność do wykrywania i namierzenia pojedynczego celu oraz być wyposażony w elektroniczne mechanizmy samozniszczenia i samorozbrojenia.
Art. 9 zobowiązuje każdą stronę do wprowadzenia na obszarze podległym jej władzy zakazu działań sprzecznych z Konwencją, art. 7 do składania di Sekretarza Generalnego ONZ okresowych sprawozdań o podjętych krokach. Zgodnie z art. 8 strony powinny współdziałać w urzeczywistnianiu postawionych celów. Wedle art. 10 spory rozstrzyga Międzynarodowy Trybunał Sprawiedliwości, chyba że strony rozwiążą je inaczej. Art. 11 zobowiązuje strony do okresowych narad. Co 5 lat powinny być zwoływane konferencje przeglądowe (art. 12), propozycje zmian można wnosić w każdej chwili (art. 13). Sposób ponoszenia kosztów określa art. 14. Strony powinny zachęcać inne państwa do przystąpienia (art. 21).
Konwencja zawarta jest bez ograniczeń czasowych, wystąpienie wymaga uzasadnienia i jest wykluczone, gdy występująca strona bierze udział w zatargu zbrojnym (art. 20). Zakazane są zastrzeżenia (art. 19).